# Pseudoparentia centralis
Pseudoparentia centralis är en tvåvingeart som beskrevs av Daniel J. Bickel 1994. Pseudoparentia centralis ingår i släktet Pseudoparentia och familjen styltflugor.
Artens utbredningsområde är Northern Territory, Australien. Inga underarter finns listade i Catalogue of Life.